# Цыганковы Нивы
Цыганковы Нивы — деревня в Усвятском районе Псковской области России. Входит в состав Усвятской волости.

## География
Расположена на восточном побережье озера Ужанье (реки Ужица), в 7 км к северу от райцентра Усвяты.

## Население
| 2001 | 2002 | 2010 |
| ---- | ---- | ---- |
| 57   | ↘47  | ↘30  |

Численность населения деревни по оценке на начало 2001 года составляла 57 жителей.